# 达塔斯
达塔斯是巴西米纳斯吉拉斯州的一个市镇。总面积309.013平方公里，总人口5418人，人口密度17.5人/平方公里。